# Radovan Karadžić
Radovan Karadžić (srbsky Радован Караџић; * 19. června 1945 Petnica) je bosenskosrbský bývalý politik, básník a psychiatr, který sloužil jako prezident Republiky srbské během války v Bosně. Mezinárodním trestním tribunálem pro bývalou Jugoslávii (ICTY) byl odsouzen za genocidu, zločiny proti lidskosti a válečné zločiny.
Vzděláním je psychiatr. Spoluzaložil Srbskou demokratickou stranu v Bosně a Hercegovině a sloužil jako první prezident Republiky srbské v letech 1992 až 1996. Byl na útěku od roku 1996 až do července 2008 poté, co byl ICTY obžalován z válečných zločinů. Obžaloba dospěla k závěru, že existují rozumné důvody k domněnce, že spáchal válečné zločiny, včetně genocidy proti bosňáckým a chorvatským civilistům během války v Bosně (1992–1995). Během útěku pracoval pod falešným jménem na soukromé klinice v Bělehradě specializující se na alternativní medicínu a psychologii.
V roce 2008 Byl zatčen v Bělehradě a o několik dní později postaven před Bělehradský soud pro válečné zločiny. Byl vydán do Nizozemska, byl umístěn do vazby ICTY v detenční jednotce OSN ve Scheveningenu, kde byl obviněn v 11 bodech z válečných zločinů a zločinů proti lidskosti. Západními médii je někdy označován jako „Řezník z Bosny“, přezdívkou, která byla použita také pro bývalého generála Armády Republiky srbské (VRS) Ratka Mladiće.
V roce 2016 byl shledán vinným z genocidy ve Srebrenici, válečných zločinů a zločinů proti lidskosti, celkem v 10 z 11 obvinění, a odsouzen k 40 letům vězení. V roce 2019 bylo odvolání, které podal proti svému odsouzení, zamítnuto a trest byl zvýšen na doživotní vězení. Svůj trest si odpykává v britském vězení HMP Parkhurst na ostrově Wight. Jeho soudní proces byl považován za jeden z nejdůležitějších případů týkajících se válečných zločinů od konce druhé světové války.
Oženil se s Ljiljanou Zelen-Karadžić a má dceru Sonju a syna Sašu. Je srbské národnosti – vyznává pravoslaví a jeho křestní světec je archanděl Michael. První knihu napsal roku 1966. 

## Životopis
Radovan Karadžić se narodil do srbské rodiny 19. června 1945 ve vesnici Petnjica v Lidové republice Černá Hora v Jugoslávii, poblíž Šavniku. Karadžićův otec Vuko (1912–1987) byl švec z Petnjice. Jeho matka Jovanka (rozená Jakić; 1922–2005) byla venkovská dívka z Pljevlji. Provdala se za Karadžićova otce v roce 1943 ve věku dvaceti let. Karadžić tvrdí, že je příbuzný srbského jazykového reformátora Vuka Stefanoviće Karadžiće (1787–1864), ačkoliv k roku 2014 to nebylo potvrzeno.
Jeho otec byl četnik – tj. člen pravicově orientované armády vlády Království Jugoslávie v exilu během druhé světové války – a byl vězněn poválečným komunistickým režimem po většinu synova dětství. Karadžić se v roce 1960 přestěhoval do Sarajeva, aby studoval psychiatrii na Lékařské fakultě Sarajevské univerzity. Navzdory skutečnosti, že jeho otec bojoval ve válce, Karadžić sám neměl žádné vojensky orientované ambice. Všeobecně se věří, že nikdy neabsolvoval tehdejší povinnou jednoroční vojenskou službu v Jugoslávské lidové armádě, jak tento nárok uvedl Stjepan Kljujić, který byl chorvatským členem bosenského rotačního předsednictva.
Karadžić studoval neurotické poruchy a depresi v nemocnici v Næstvedu v Dánsku v roce 1970 a během let 1974 a 1975 podstoupil další lékařský výcvik na Kolumbijské univerzitě v New Yorku. Po svém návratu do Jugoslávie pracoval v nemocnici Koševo v Sarajevu. Byl také básníkem, ovlivněným srbským spisovatelem Dobricou Ćosićem, který jej povzbuzoval, aby vstoupil do politiky. Během svého období jako ekolog prohlásil, že „bolševismus je špatný, ale nacionalismus je ještě horší“.

## Finanční pochybení

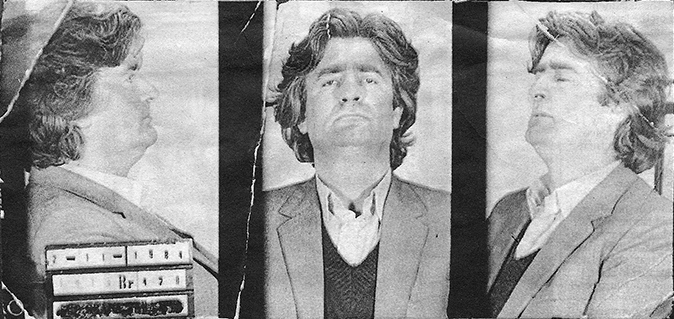
Archivní fotografie pořízená při Karadžićově zatčení v listopadu 1984

Krátce po absolvování začal Karadžić pracovat v léčebném centru na psychiatrické klinice hlavní sarajevské nemocnice Koševo. Podle svědectví si často zvyšoval příjem vystavováním falešných lékařských a psychologických posudků zdravotnickým pracovníkům, kteří chtěli předčasný důchod nebo zločincům, kteří se snažili vyhnout trestu tím, že se prohlašovali za nepříčetné. V roce 1983 začal Karadžić pracovat v nemocnici na bělehradském předměstí Voždovac. Se svým partnerem Momčilem Krajišnikem, tehdejším ředitelem těžebního podniku Energoinvest, se jim podařilo získat půjčku ze zemědělského rozvojového fondu, a použili ji k výstavbě domů v Pale, srbském městě nad Sarajevem, které vláda přeměnila na lyžařské středisko.
1. listopadu 1984 byli oba zatčeni pro podvod a strávili 11 měsíců ve vazbě, než je jejich přítel Nikola Koljević dostal na kauci. Z důvodu nedostatku důkazů byl Karadžić propuštěn a jeho proces byl zastaven. Proces však byl znovu otevřen a 26. září 1985 byl Karadžić odsouzen ke třem letům vězení za zpronevěru a podvod. Jelikož již strávil rok ve vazbě, zbytek trestu si ve vězení neodpykal.

## Politická činnost

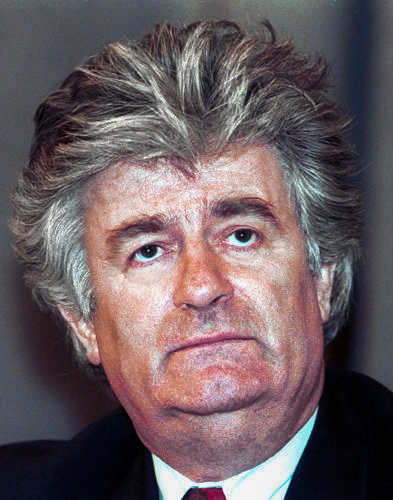
Radovan Karadžić v březnu 1994

Na základě povzbuzení od Dobrici Ćosiće, pozdějšího prvního prezidenta Svazové republiky Jugoslávie, a Jovana Raškoviće, vůdce chorvatských Srbů, Karadžić spoluzaložil Srbskou demokratickou stranu (Srpska Demokratska Stranka) v Bosně a Hercegovině v roce 1989. Strana měla za cíl sjednotit v republice bosenskosrbskou komunitu a spojit se s chorvatskými Srby při vedení Srbů k setrvání v Jugoslávii v případě odtržení těchto dvou republik od federace.
Během září 1991 začala SDS zakládat různé „srbské autonomní oblasti“ po celé Bosně a Hercegovině. Poté, co bosenský parlament 15. října 1991 hlasoval o svrchovanosti, bylo 24. října 1991 v Banja Luce založeno samostatné Srbské shromáždění, aby výlučně zastupovalo Srby v Bosně a Hercegovině. Následující měsíc uspořádali bosenští Srbové referendum, které vyústilo v drtivou podporu setrvání ve federálním státě se Srbskem a Černou Horou, jako součásti Jugoslávie. V prosinci 1991 vypracovalo vedení SDS přísně tajný dokument Pro organizaci a činnost srbského lidu v Bosně a Hercegovině za mimořádných okolností. Tento dokument byl centralizovaným programem pro převzetí každé obce v zemi prostřednictvím vytváření stínových vlád a para-vládních struktur skrze různá „krizová velitelství“ a přípravy loajálních Srbů na převzetí moci ve spolupráci s Jugoslávskou lidovou armádou (JNA).
9. ledna 1992 vyhlásilo bosenskosrbské shromáždění Republiku srbského lidu Bosny a Hercegoviny (Република српског народа Босне и Херцеговине/Republika srpskog naroda Bosne i Hercegovine). 28. února 1992 byla přijata ústava Srbské republiky Bosny a Hercegoviny. Ta deklarovala, že území státu zahrnuje srbské autonomní oblasti, obce a další srbské etnické entity v Bosně a Hercegovině, stejně jako „všechna území, ve kterých Srbové představují menšinu v důsledku genocidy druhé světové války“ (ačkoliv jak toto bylo stanoveno, nebylo nikdy upřesněno), a že má být součástí federálního jugoslávského státu. Ve dnech 29. února a 1. března 1992 se konalo referendum o nezávislosti Bosny a Hercegoviny na Jugoslávii. Mnozí Srbové referendum bojkotovali a Bosňáci (bosenští muslimové) a Chorvati pro nezávislost se ho zúčastnili.

### Prezident Republiky srbské
6. a 7. dubna 1992 byla Bosna a Hercegovina uznána jako nezávislý stát Evropským společenstvím a Spojenými státy. 22. května 1992 byla přijata za člena Organizace spojených národů.
Karadžić byl zvolen prezidentem Republiky srbské, bosenskosrbské administrativy, v Pale kolem 13. května 1992 po rozpadu Socialistické federativní republiky Jugoslávie. V době, kdy tuto funkci převzal, zahrnovaly jeho de iure pravomoci, jak byly popsány v ústavě bosenskosrbské administrativy, velení armádě bosensko-srbské administrativy v době války i míru a pravomoc jmenovat, povyšovat a propouštět důstojníky armády. Karadžić uskutečnil tři cesty do OSN v New Yorku v únoru a březnu 1993 na jednání o budoucnosti Bosny.
V roce 1994 odcestoval do Moskvy na setkání s ruskými představiteli ohledně bosenské situace. V roce 1994 prohlásila řecká pravoslavná církev Karadžiće za „jednoho z nejvýznamnějších synů našeho Pána Ježíše Krista pracujícího pro mír“ a vyznamenala ho devět set let starým rytířským řádem první třídy svatého Dionýsia z Xanthe. Ekumenický patriarcha Bartoloměj oznámil, že „srbský národ byl Bohem vyvolen, aby chránil západní hranice pravoslaví“.
V pátek 4. srpna 1995, kdy se chystala masivní chorvatská vojenská síla k útoku na Srby drženou Krajinu ve středním Chorvatsku, Karadžić oznámil, že odvolává generála Ratka Mladiće z jeho postu velitele a přebírá osobně velení VRS. Karadžić obvinil Mladiće ze ztráty dvou klíčových měst držených Srby v západní Bosně, která nedávno padla do rukou Chorvatů, a využil ztrátu těchto měst jako záminku k vyhlášení své překvapivé změny v organizační struktuře velení. Generál Mladić byl degradován na „poradce“. Mladić odmítl odejít tiše, prohlašoval, že má podporu bosenskosrbské armády a lidu. Karadžić odpověděl snahou prosadit se politickou autoritou a označil Mladiće za „šílence“, ale Mladićova lidová podpora donutila Karadžiće 11. srpna svůj rozkaz odvolat.

## Válečné zločiny
Spolu s Ratkem Mladićem je považován za hlavního iniciátora a viníka válečných zločinů, kterých se srbská strana za války v Bosně dopustila. On i Mladić byli stíháni Mezinárodním trestním tribunálem pro bývalou Jugoslávii pro iniciování a organizování řady válečných zločinů a zločinů proti lidskosti, včetně genocidy.
Radovan Karadžić byl po 13 letech dopaden a zatčen srbskou policií 21. července 2008. Žil s falešnou identitou jako léčitel Dragan Dabić, který pracoval na soukromé klinice v Bělehradě. Karadžić byl 30. července 2008 letecky dopraven do věznice v Haagu. 31. července 2008 Karadžić poprvé předstoupil před soudce a vyslechl si obvinění. Využil možnosti lhůty 30 dnů pro prostudování obžaloby, než se vyjádří, zda se cítí vinen, či nevinen. Dne 5. listopadu 2009 soud odročil proces o 4 měsíce, aby si Karadžić mohl prostudovat přes 1,3 miliónu stránek soudních dokumentů.
Karadžić byl obžalován z genocidy, válečných zločinů a zločinů proti lidskosti. Šlo zejména o jeho odpovědnost za masakr ve Srebrenici, při němž Srbové povraždili přes 8000 muslimských mužů a chlapců. Karadžić však tvrdil, že o masakru vůbec nevěděl, neboť před ním byl zatajen. Obviněn byl také z iniciování etnických čistek nebo z událostí při obléhání Sarajeva, kde zahynulo asi 10 000 lidí.
V říjnu 2014 Karadžić uznal, že jako politický vůdce v době války „nese morální odpovědnost za zločiny spáchané občany a silami Republiky srbské“, trestní odpovědnost však odmítl. Podle jeho názoru se neprokázalo, že by byl organizátorem válečných krutostí.
Žalobci pro něj požadovali doživotí. Dne 24. března 2016 byl odsouzen ke čtyřiceti letům nepodmíněně na základě deseti prokázaných obvinění z jedenácti. Odvolací haagský soud rozhodl dne 20. března 2019 o zpřísnění trestu na doživotí.